# Bielawa Zachodnia Dworzec Mały
Bielawa Zachodnia Dworzec Mały – nieczynna stacja kolejowa w Bielawie; w województwie dolnośląskim, w Polsce. Obecnie nie ma niej peronów.